# Hans Christian Rudolph
Hans Christian Rudolph (* 14. Dezember 1943 in Metz; † 23. Januar 2014 in Hamburg) war ein deutscher Schauspieler.

## Leben und Karriere
Er war der Sohn des Schauspielers und Intendanten Hans-Georg Rudolph und jüngere Bruder des Regisseurs und Intendanten Niels-Peter Rudolph.
In den 1960er Jahren nahm er in Berlin Schauspielunterricht bei Hilde Körber und spielte von 1966 bis 1970 an den Städtischen Bühnen Essen sowie von 1968 bis 1970 Gastrollen unter anderem am Staatstheater Stuttgart und an der Freien Volksbühne Berlin. Von 1970 bis 1973 wirkte er am Staatstheater Darmstadt, von 1974 bis 1977 am Thalia Theater in Hamburg, von 1978 bis 1980 am Schauspiel Frankfurt und von 1980 bis 1985 am Schauspiel Köln.
Seine größten Erfolge als Theaterschauspieler feierte Rudolph mit Jürgen Flimm, mit dem er seit dessen Zeit als Intendant des Kölner Schauspielhauses zusammenarbeitete. Er war in Köln in Flimms Inszenierungen von Bertolt Brechts Baal und Goethes Faust zu sehen. Herausragende Arbeiten lieferte er in Köln auch unter dem Regisseur Jürgen Gosch in Maxim Gorkis Nachtasyl und Molières Der Menschenfeind ab.
Als Jürgen Flimm 1985 das Thalia Theater in Hamburg als Intendant übernahm, ging Rudolph mit seinem Regisseur in die Hansestadt. Bis auf eine kurze Zeit zwischen 1991 und 1993 an der Schaubühne am Lehniner Platz in Berlin blieb Rudolph dem Thalia-Theater treu. In Berlin spielte er die Hauptrollen in Ein Wintermärchen von William Shakespeare unter der Regie von Luc Bondy und in Der einsame Weg von Arthur Schnitzler unter der Regie von Andrea Breth. Wieder zurück in Hamburg, hielt Jürgen Flimm die interessantesten Rollen für ihn bereit. Er spielte den Richard in Richard III. und den Shylock in Der Kaufmann von Venedig von Shakespeare. Weitere bemerkenswerte Arbeiten waren die Hauptrollen in Die Wildente von Henrik Ibsen, in Molières Menschenfeind und die Tschechow-Inszenierungen von Onkel Wanja, Platonov und Drei Schwestern.
Nach Flimms Abschied vom Thalia-Theater gehörte Rudolph weiterhin zum Ensemble des Hauses. Seine Regisseure hießen Stephan Kimmig, Andreas Kriegenburg und Hartmut Wickert. Rudolph hat sich in seiner Karriere fast ausschließlich auf seine Theaterarbeit konzentriert; er spielte nur in wenigen Filmen oder Fernsehproduktionen mit: So spielte er 1974 unter der Regie von Jürgen Flimm in einer Fernsehinszenierung des Bayerischen Rundfunks von Peter Hacks’ Stück Polly oder Die Bataille am Bluewater Creek die Rolle des Cawawkee. 1986 besetzte ihn Reinhard Hauff in seinem Film Stammheim, der den Goldenen Bären der Berlinale gewann, als Verteidiger, und im Jahr 1999 hatte er eine Nebenrolle im Fernsehfilm Dr. Robert Schumann, Teufelsromantiker.
Hans Christian Rudolph wurde in der Baumgräberanlage an der Mittelallee auf dem Friedhof Ohlsdorf beigesetzt.

## Auszeichnungen
- 1989: Gertrud-Eysoldt-Ring für Platonov von Anton P. Tschechow am Thalia-Theater
- 1996: Rita-Tanck-Glaser-Schauspielpreis der Hamburgischen Kulturstiftung